# Aphalonia
Aphalonia är ett släkte av fjärilar. Aphalonia ingår i familjen vecklare.
Kladogram enligt Catalogue of Life:
| Aphalonia | \| \| Aphalonia monstrata \| \| \| \| \| \| Aphalonia praeposita \| \| \| \| |
|           | \| \| Aphalonia monstrata \| \| \| \| \| \| Aphalonia praeposita \| \| \| \| |
|           | Aphalonia monstrata                                                          |
|           |                                                                              |
|           | Aphalonia praeposita                                                         |
|           |                                                                              |